# Júlio Francisco de Saxe-Lauemburgo

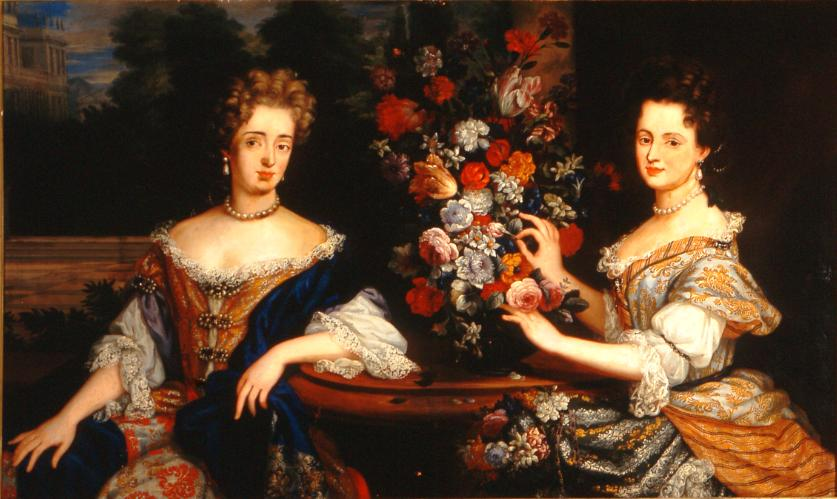
As duas filhas (que atingiram a idade adulta): Sibila (esquerda) e Ana Maria Francisca (direita); anónimo, ca.1690

Júlio Francisco de Saxe-Lauemburgo (em alemão:  Julius Franz von Sachsen-Lauenburg; 16 de setembro de 1641 – 30 de setembro de 1689) foi um nobre alemão, da Casa de Ascânia, duque de Saxe-Lauemburgo de 1666 a 1689. Era filho de Júlio Henrique e da sua terceira mulher, Ana Madalena de Lobkowicz (1606 – 1668), filha do barão Guilherme Popel de Lobkowicz, o Jovem.
Enquanto soberano o seu nome oficial era Júlio Francisco da Saxónia, Angria e Vestfália (Julius Franz von Sachsen, Engern und Westfallen).

## Biografia
O seu pai Júlio Henrique, adquirira um património disperso em redor das cidades de Ploschkowitz (Ploskovice) e Schlackenwerth (Ostrov), no Reino da Boêmia. Júlio Francisco herdara ainda propriedades da sua mãe, uma nobre daquele reino, razão pela qual os duques de Saxe-Lauemburgo eram incluídos na nobreza Boêmia, embora sendo aristocratas sem imediatidade imperial, ao contrário do que acontecia no seu país natal.
Júlio Francisco sucedera ao seu meio-irmão mais velho, Francisco Erdmann, filho do segundo casamento do pai que, embora tendo casado, morrera sem sucessão.
Por não ter filhos do sexo masculine Júlio Francisco procurou bases legais para que a sucessão por via feminina pudesse ocorrer no Saxe-Lauemburgo. Com a sua morte, a linha de Lauemburgo da Casa de Ascânia extinguia-se por via masculina. Assim, as dua filhas de Júlio Francisco, Ana Maria Francisca e Sibila, lutaram pela sua sucessão da irmã mais. Além das filha, também a prima de Júlio Francisco, Leonor Carlota de Saxe-Lauemburgo-Franzhagen, reclamava a sucessão.
Jorge Guilherme de Brunsvique-Luneburgo, que aproveitou a fraqueza das duas irmãs e a falta de apoio internacional, para invadir com as suas tropas o Saxe-Lauemburgo, impedindo, assim, a ascensão das herdeiras legais.
Outros soberanos reclamavam a sucessão, resultando num conflito que envolveu, para além dos ducados vizinhos de Mecklemburgo-Schwerin e da Holsácia, controlada pela Dinamarca, os outros cinco Principados de Anhalt governados por membros da Casa de Ascânia, o Eleitorado da Saxónia, a Suécia e o Brandeburgo.
Militarmente envolvida estava Celle e a Holsácia dinamarquesa que, em 9 de outubro de 1693, acordaram, pelo denominado Hamburger Vergleich, que Celle - que de facto possuía a maior parte do Saxe-Lauemburgo - manteria o ducado em união pessoal. Em 1728 o imperador Carlos VI legitimou, finalmente, a conquista do território. Ana Maria Francisca e Sibila, que nunca abandonaram as suas pretensões, foram despojadas do Saxe-Lauemburgo, sendo exiladas em Ploschkowitz.

## Casamento e descendência
A 9 de abril de 1668 Júlio Francisco casou em Sulzbach com a princesa Edviges do Palatinado-Sulzbach (1650 – 1681), filha de Cristiano Augusto do Palatinado-Sulzbach. Deste casamento nasceram três filhas:
- Maria Ana Teresa (Maria Anna Theresia) (1670–1671);
- Ana Maria Francisca (Anna Maria Franziska) (1672-1741), que casou em primeiras núpcias com Filipe Guilherme Augusto de Neuburgo (1668 - 1693)[2] e, em segundas núpcias, com João Gastão de Médici, Grão-Duque da Toscana (1671–1737);
- Francisca Sibila Augusta (Franziska Sibylle Augusta) (1675-1733), que casou com o Marquês Luís Guilherme de Baden-Baden.